# هوانغ جي-يون
هوانغ جي-يون (هانغل: 황지윤) هو لاعب كرة قدم كوري جنوبي في مركز الدفاع، ولد في 28 مايو 1983 في كوريا الجنوبية. لعب مع جيجو يونايتد.

## وصلات خارجية
- هوانغ جي-يون على موقع دوري كوريا الجنوبية (الإنجليزية)
- هوانغ جي-يون على موقع قاعدة بيانات كرة القدم.إي يو (الإنجليزية)